# Nebeská mechanika

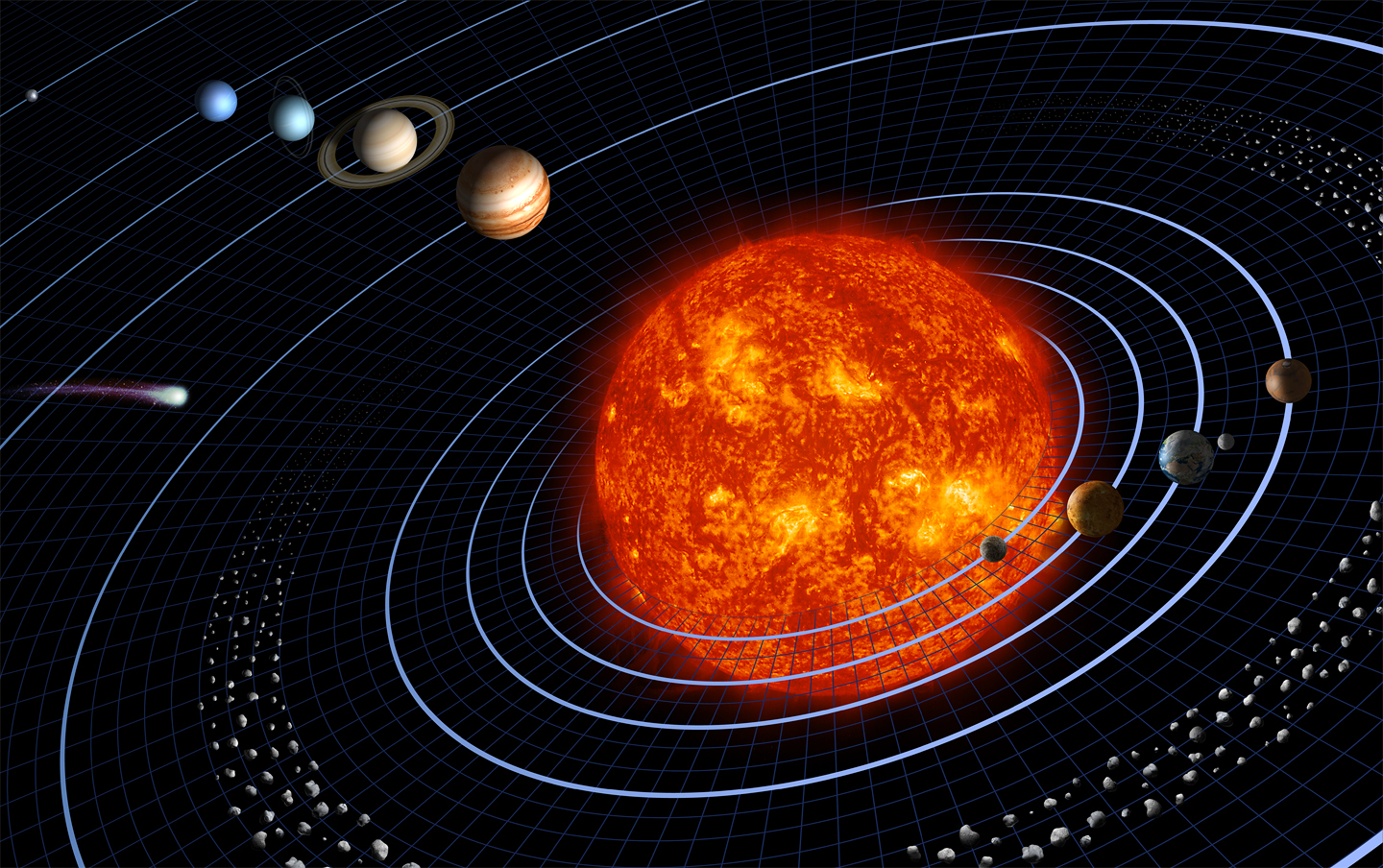
Sluneční soustava

Nebeská mechanika je vědní obor ležící na rozhraní mezi astronomií a teoretickou mechanikou, zabývající se popisem pohybu kosmických těles vesmírem a určováním jejich drah. Metody klasické nebeské mechaniky jsou založeny na využití Newtonova zákona všeobecné gravitace a jeho tří pohybových zákonů, s jejichž pomocí lze odvodit téměř všechny pohyby planet ve sluneční soustavě; pouze ve speciálních případech (např. stáčení perihelu dráhy Merkuru) je nutno přihlédnout k relativistickým efektům. Hlavním úkolem nebeské mechaniky je výpočet poloh nebeských těles v budoucnosti na základě stanovených elementů dráhy z minulého pozorování. Až do roku 1957 se toto týkalo pouze přirozených kosmických těles (Měsíce, planet, planetek, komet a složek dvojhvězd a násobných hvězd); od startu Sputniku 1 se nebeská mechanika začala zabývat i umělými kosmickými tělesy a dnes je nedílnou součástí technického oboru astrionika. Ta na rozdíl od klasické nebeské mechaniky zohledňuje i jiné síly, než gravitační, zejména působení tahu motorů, vliv aerodynamického odporu a tlaku záření.
Nejjednodušším úkolem, který nebeská mechanika řeší, je tzv. problém dvou těles, který má analytické řešení, vedoucí ke zjištění, že pohyb těles kolem hmotného středu (těžiště) soustavy probíhá po kuželosečce. Tento problém, omezující se pouze na dvě kulově symetrická hmotná tělesa, která lze nahradit z kinematického hlediska hmotnými body, je ve skutečnosti abstrakcí a nikde ve vesmíru neexistuje. Problém n těles, který je reálný, nemá s výjimkou některých speciálních případů analytické řešení a musí být řešen metodami numerické matematiky; plné rozvinutí těchto metod umožnil až nástup počítačů. Problém tří těles ukazuje na chaotické chování systémů s více tělesy, který nelze řešit déle než na Ljapunovův čas (několik miliónů let pro sluneční soustavu).

## Historie

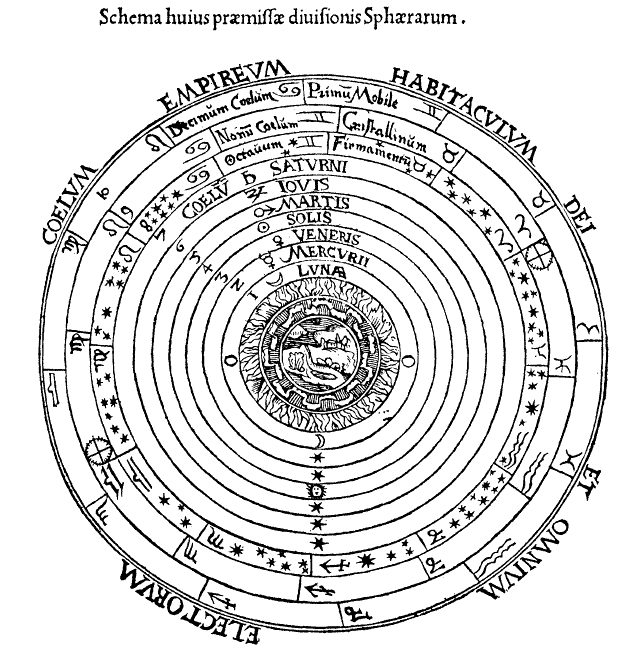
Ptolemaiova představa vesmíru, jehož středem je Země.

Prvopočátky nebeské mechaniky je možné položit už do mladší doby kamenné, kdy byly vybudovány první megalitické stavby (např. Stonehenge v jižní Anglii), sloužící zřejmě ke sledování pohybu Měsíce a k předpovědím zatmění Měsíce a Slunce. Také staří Egypťané využívali astronomických pozorování k předpovědím nilských záplav.
První pokusy o teoretické zvládnutí popisu pohybu Slunce a planet nacházíme v antickém Řecku. Řečtí filozofové, především Platón, vedeni snahou o co největší harmonii ve Vesmíru, se snažili popsat pohyb nebeských těles pomocí rovnoměrného kruhového pohybu s tím, že středem Vesmíru je Země. Do maximální dokonalosti dovedl tuto představu Klaudios Ptolemaios. Ptolemaiova soustava se stala téměř na dvě tisíciletí jedinou obecně přijímanou teorií nebeské mechaniky.
Ještě před ním však na základě studia zatmění Měsíce a Slunce a dalších empirických pozorování alexandrijský filozof Aristarchos ze Samu dospěl ke zjištění, že Slunce je mnohem větší než Země. Proto došel k logickému závěru, že středem Vesmíru musí být Slunce a jeho denní pohyb po obloze vysvětlil rotací Země kolem osy. Tento heliocentrický názor však upadl v zapomnění a v podstatě jej vzkřísil až koncem 15. stol. n. l. Mikuláš Koperník svoji heliocentrickou soustavou. Kompromisní řešení, ve kterém kolem Země obíhal Měsíc a Slunce a kolem Slunce ostatní planety, navrhl Tycho Brahe, působící i v Praze. Jeho na tu dobu velice přesná pozorování pohybu planet umožnily dalšímu astronomovi působícímu na dvoře Rudolfa II, Johannu Keplerovi, odvodit tři po něm pojmenované základní zákony pohybu planet. Jeho hlavním přínosem bylo vyvrácení Platónova názoru, že nebeská tělesa se mohou pohybovat pouze po kružnicích.
Významnou podporou heliocentrického názoru byl Galileův objev čtyř velkých měsíců planety Jupiter v roce 1610; ty představovaly Sluneční soustavu v malém. Další experimenty, týkající se volného pádu a setrvačnosti těles, které uskutečnil také Galileo Galilei, daly dostatečný materiál Isaaku Newtonovi, který tak mohl formulovat své tři pohybové zákony a zákon všeobecné gravitace. Jejich aplikace v nebeské mechanice ukázala, že hnací silou pohybu planet je gravitace. Přitom popis pohybu je v heliocentrickém systému jednodušší, než v geocentrickém.
Zásadním důkazem správnosti Newtonových základů nebeské mechaniky byla Halleyova předpověď návratu komety, která byla později nazvána jeho jménem a Leverrierova předpověď existence planety Neptun.
Počátkem 20. stol. se dostala klasická nebeská mechanika do krize, protože nedokázala smysluplně vysvětlit zmíněné stáčení Merkurova perihelu. Tento problém byl vyřešen až obecnou teorií relativity. Přesto lze metod klasické nebeské mechaniky i dnes používat pro řešení běžných úloh v dynamice těles Sluneční soustavy.
Na konci 20. století sice byly zjištěny odchylky v drahách kosmických sond Pioneer 10 a Pioneer 11, které se dlouho nedařilo vysvětlit v rámci nebeské mechaniky (se započtením vlivů sluneční radiace), v r. 2011 však bylo podáno vysvětlení spočívající v započtení efektů tepelného záření od vlastních zdrojů sond (plutoniové termoelektrické generátory).